# Just like Fire
"Just like Fire" é uma canção da artista musical estadunidense Pink, gravada para a trilha sonora do filme Alice Through the Looking Glass (2016). Foi composta pela própria em conjunto com Max Martin, Shellback e Oscar Holter, que encarregaram-se de sua produção. O seu lançamento como o primeiro single do conjunto de músicas para o longa-metragem ocorreu em 15 de abril de 2016, através das gravadoras RCA e Walt Disney.

## Faixas e formatos
| Download digital |                  |         |  |
| N.º              | Título           | Duração |  |
| 1.               | "Just like Fire" | 3:35    |  |

## Desempenho nas tabelas musicais

### Posições
| Tabela musical (2016)                                  | Melhor posição |
| ------------------------------------------------------ | -------------- |
| Alemanha (Media Control Charts)                        | 21             |
| Austrália (ARIA Charts)                                | 1              |
| Áustria (Ö3 Austria Top 40)                            | 16             |
| Bélgica (Ultratop 50 de Flandres)                      | 37             |
| Bélgica (Ultratip da Valônia)                          | 2              |
| Canadá (Canadian Hot 100)                              | 11             |
| Croácia (Croatian Hot Urban Hits Chart)                | 1              |
| Escócia (The Official Charts Company)                  | 8              |
| Eslováquia (IFPI Slovenská Republika)                  | 22             |
| Estados Unidos (Billboard Hot 100)                     | 10             |
| Estados Unidos (Pop Songs)                             | 8              |
| Estados Unidos (Adult Pop Songs)                       | 3              |
| Estados Unidos (Hot Adult Contemporary Tracks)         | 9              |
| França (Syndicat National de l'Édition Phonographique) | 37             |
| Hungria (Magyar Hanglemezkiadók Szövetsége)            | 6              |
| Irlanda (Irish Recorded Music Association)             | 23             |
| Japão (Japan Hot 100)                                  | 20             |
| Nova Zelândia (NZ Top 40 Singles)                      | 11             |
| Países Baixos (MegaCharts)                             | 57             |
| Polônia (Związek Producentów Audio Video)              | 37             |
| Reino Unido (UK Singles Chart)                         | 19             |
| Suécia (Sverigetopplistan)                             | 85             |
| Suíça (Schweizer Hitparade)                            | 33             |

### Certificações
| País (Empresa)       | Certificação |
| -------------------- | ------------ |
| Austrália (ARIA)     | Platina      |
| Nova Zelândia (RMNZ) | Ouro         |
| Reino Unido (BPI)    | Prata        |

## Histórico de lançamento
| País           | Data                | Formato           | Gravadora(s)     |
| -------------- | ------------------- | ----------------- | ---------------- |
| Mundo          | 15 de abril de 2016 | Download digital  | RCA, Walt Disney |
| Estados Unidos | 18 de abril de 2016 | Rádios Hot AC     | RCA, Walt Disney |
| Estados Unidos | 19 de abril de 2016 | Rádios mainstream | RCA, Walt Disney |
| Itália         | 22 de abril de 2016 | Rádios mainstream | RCA, Walt Disney |